# Småblommig jordrök
Småblommig jordrök (Fumaria parviflora) är en vallmoväxtart som beskrevs av Jean-Baptiste de Lamarck. Enligt Catalogue of Life ingår Småblommig jordrök i släktet jordrökar och familjen vallmoväxter, men enligt Dyntaxa är tillhörigheten istället släktet jordrökar och familjen vallmoväxter. Arten förekommer tillfälligt i Sverige, men reproducerar sig inte. Inga underarter finns listade i Catalogue of Life.